# Gershom Scholem
Gershom Scholem (Berlino, 5 dicembre 1897 – Gerusalemme, 21 febbraio 1982) è stato un filosofo, teologo e semitista israeliano, proveniente da una famiglia ebraica di origine tedesca.

## Biografia
Il precoce interesse del giovane Gershom per la tradizione fu fortemente avversato dal padre Arthur. Grazie all'intermediazione della madre il ragazzo poté imparare l'ebraico e studiare il Talmud con un rabbino ortodosso. Tuttavia, per uno strano contrasto, Scholem era anche attratto dal sionismo laico e socialisteggiante, ed entrò a far parte del gruppo Jung Juda. Fu molto influenzato dal poeta Walt Whitman, che egli avvicinava al misticismo ebraico.
Studiò matematica, filosofia ed ebraico all'Università di Berlino; nell'ambiente universitario conobbe Martin Buber e Walter Benjamin; in quegli anni strinse amicizia con Shemuel Yosef Agnon, Hayim Nahum Bialik, Ahad ha-Am e Zalman Shazar (che all'epoca si chiamava ancora Zalman Rubaschoff), futuro presidente dello Stato di Israele.
Nel 1918 si trovava a Berna con Benjamin e fu ammesso alla locale Università; nella città svizzera incontrò Elsa Burckhardt, che sarebbe divenuta la sua prima moglie. Nel 1919 tornò in Germania e si laureò in lingue semitiche all'Università Ludwig Maximilian di Monaco.
Nel 1923 emigrò in Palestina, dove divenne capo del Dipartimento di Ebraico della Biblioteca Nazionale Ebraica; nel 1933 ebbe la prima cattedra di misticismo ebraico all'Università Ebraica di Gerusalemme.
Nel 1936 sposò Fania Freud. Dopo la nascita dello Stato di Israele fu presidente dell'Accademia nazionale delle Scienze; nel 1965 ebbe il titolo di professor emeritus all'Università Ebraica.
Suo fratello Werner (1895-1940) fece parte della resistenza al nazismo e fu membro del partito comunista.
Morì il 20 febbraio del 1982.

## Pensiero
Scholem pone il suo approccio storiografico allo studio del misticismo ebraico in diretto contrasto con quello della scuola ottocentesca della Wissenschaft des Judentums (scienza del giudaismo). L'analisi del giudaismo da parte di questo movimento ha, agli occhi di Scholem, due gravi carenze: (1) studia il giudaismo come un oggetto morto posto su un vetrino di microscopio anziché come un organismo vivente e (2) non tiene in considerazione il "fondamento" stesso del giudaismo, le forze irrazionali che vivificano la religione. Per Scholem le componenti mitiche e mistiche sono altrettanto importanti che quelle razionali.
Tuttavia egli non vuole seguire le orme di chi ha abbracciato la mistica ma non la storia degli Ebrei. In particolare è in disaccordo con Martin Buber a cui rimprovera la personalizzazione dei concetti cabalistici e l'ignoranza della storia, della lingua e della patria ancestrale del popolo ebraico.
Nella Weltanschauung di Scholem l'indagine del misticismo ebraico non può prescindere dal contesto storico. Partendo da una sorta di Gegengeschichte (controstoria) nietzschiana egli arriva ad includere nella storia "pubblica" molti degli aspetti meno "normativi" del giudaismo. 
Quest'impeto di conferire legittimità all'irrazionale deriva, come quello della Wissenschaft, più o meno direttamente da Buber. Tuttavia le vedute "contro-storiche" (gegengeschichtlich) di Scholem comportano il concetto di tradizione come forte legame tra gli Ebrei di ieri e gli Ebrei di oggi (adesione al sionismo).
Specificamente Scholem concepisce la storia ebraica come formata grosso modo da tre stadi:
1. Durante il periodo biblico il monoteismo lotta contro il mito senza riuscire a sopraffarlo completamente.
2. Nel periodo talmudico parte delle "istituzioni" – per es. nozione del potere magico dell'adempimento dei sacramenti – viene eliminata a favore di un concetto più puro della trascendenza divina.
3. Nel periodo medievale, posti di fronte all'impossibilità di conciliare il Dio astratto della filosofia greca col Dio personale della Bibbia, i pensatori ebrei come Mosè Maimonide, nel loro tentativo di eliminare i residui del mito, snaturano la figura del Dio vivente. È a partire da quest'epoca che si sviluppa il misticismo inteso come sforzo teso a ritrovare l'essenza del Dio dei padri.

La nozione dei tre stadi, con le sue interrelazioni tra irrazionale e razionale, porta Scholem a formulare tesi assai controverse. Secondo la sua opinione è dalla Qabbalah luriana che si sviluppò il movimento messianico cinquecentesco del sabbatianesimo. Per neutralizzare il sabbatianesimo, come sintesi hegeliana, sarebbe sorto il Chassidismo.

Molti che aderivano al Chassidismo perché vi vedevano una congregazione ortodossa accolsero come uno scandalo l'idea che la loro comunità avesse un rapporto così stretto con un movimento "ereticale".

Similmente Scholem ipotizzò come fonte della Qabbalah duecentesca un ipotetico gnosticismo ebraico anteriore a quello cristiano.
L'approccio storiografico di Scholem implicava anche una teoria linguistica. Diversamente da Buber egli credeva nella capacità del linguaggio di evocare realtà sovrannaturali. E, in contrasto con Benjamin, poneva l'ebraico in posizione privilegiata in quanto unica lingua in grado di adombrare la verità divina. Scholem immaginava i cabalisti come interpreti di una rivelazione linguistica preesistente.